# تیان‌هه-۱

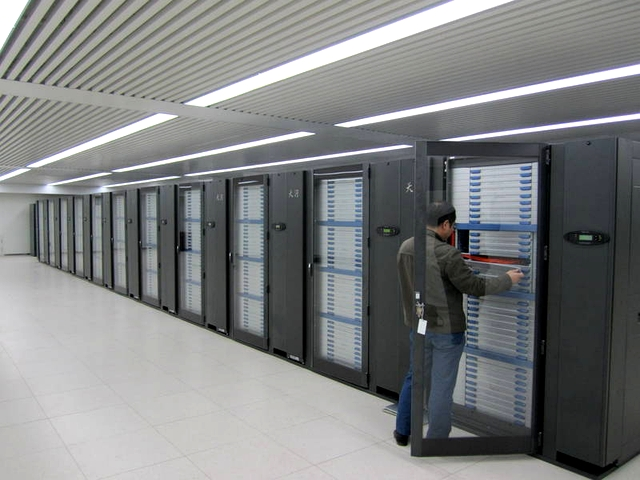
نمایی از ابررایانهٔ تیان‌هه-۱ در کشور چین - ۲۰۱۷

تیان‌هه-۱ (به انگلیسی: Tianhe-I) یکی از سریع‌ترین ابررایانه‌های دنیا است که در یک مرکز تحقیقاتی در چین  ساخته‌است. این ابر رایانه قادر به پردازش اطلاعات با سرعت  ۲٫۵۷  پتافلوپس است. به این معنی که می‌توان  ۲٬۵۷ تریلیون محاسبه را در ثانیه انجام بدهد. از ابر رایانه‌ها برای کارهایی  مانند پیش بینی وضع اب و هوا یا شبیه سازی انفجارهای اتمی استفاده می‌شود. در اکتبر ۲۰۱۰ تیانهه یک‌ای (به انگلیسی: Tianhe-1A) با قدرت دو میلیارد و ششصد و هفتاد میلیون محاسبه در ثانیه در چین ساخته شد. رایانه «تیانهه یک‌ای با همکاری دانشگاه علوم و فناوری‌های دفاعی چین واقع در چانگشا مرکز استان هونان با هزینه نود میلیون و چهارصد هزار دلار ساخته شده‌است.